# Fay-sur-Lignon
Fay-sur-Lignon é uma comuna francesa na região administrativa de Auvérnia-Ródano-Alpes, no departamento de Alto Loire. Estende-se por uma área de 13,36 km². Em 2010 a comuna tinha 364 habitantes (densidade: 27,2 hab./km²).